# Terra Nova (Brazilia)
Terra Nova este un oraș în statul Bahia (BA) din Brazilia.